# Indunil Janakaratne Kodithuwakku Kankanamalage
Indunil Janakaratne Kodithuwakku Kankanamalage (ur. 20 lipca 1966 na Sri Lance) – duchowny katolicki, sekretarz Papieskiej Rady ds. Dialogu Międzyreligijnego.

## Życiorys
W 2000 otrzymał święcenia kapłańskie i pracował w diecezji Badulla na Sri Lance.
Po studiach doktoranckich został docentem na Wydziale Misjologii Papieskiego Uniwersytetu Urbaniana,
2012 został mianowany przez Benedykta XVI podsekretarzem Papieskiej Rady ds. Dialogu Międzyreligijnego. 3 lipca 2019 został sekretarzem tejże Rady.